# Cornu (Prahova)
Pour les articles homonymes, voir Cornu.
Cornu est une commune roumaine du județ de Prahova, dans la région historique de Valachie et dans la région de développement du Sud.

## Géographie
La commune de Cornu est située dans le nord-ouest du județ, dans la vallée de la Prahova, sur la rive gauche de la rivière, dans les collines du piémont des Carpates, à 3 km au nord-ouest de Câmpina, dont elle est un faubourg et à 38 km au nord-ouest de Ploiești, le chef-lieu du județ.
La municipalité est composée des trois villages suivants (population en 1992) :
- Cornu de Jos (3 410), siège de la commune ;
- Cornu de Sus (1 035) ;
- Valea Oprii.

## Politique
| Parti | Parti                                      | Sièges |
| ----- | ------------------------------------------ | ------ |
|       | Parti social-démocrate (PSD)               | 10     |
|       | Parti national libéral (PNL)               | 2      |
|       | Alliance des libéraux et démocrates (ALDE) | 1      |

## Religions
En 2002, la composition religieuse de la commune était la suivante :
- Chrétiens orthodoxes, 99,39 %.

## Démographie
En 2002, la commune comptait 4 461 Roumains (99,75 %).
| 2002  | 2007  |
| ----- | ----- |
| 4 472 | 4 469 |

## Communications

### Routes
Cornu se trouve sur la route nationale DN1 Bucarest-Ploiești-Brașov.

### Voies ferrées
La gare la plus proche est celle de Câmpina sur la ligne Ploiești-Brașov.

## Lieux et monuments
- Église orthodoxe en bois Inaltarea Domnulti).